# Кекелидзе, Владимир Димитриевич
Владимир Димитриевич Кекелидзе (род. 21 октября 1947 года, Рига, ЛатССР, СССР) — советский и российский физик, специалист в области экспериментальной физики частиц, член-корреспондент РАН (2019), академик РАН (2025).

## Биография
Родился 21 октября 1947 года в Риге, ЛатССР.
В 1970 году — окончил физический факультет Тбилисского государственного университета, затем до 1973 года — проходил учёбу там же в аспирантуре.
С 1973 по 1990 годы — научный сотрудник, заведующий лабораторией Института физики высоких энергий ТГУ.
В 1977 году — защитил кандидатскую диссертацию, тема: «Исследование формфакторов полулептонных распадов нейтральных каонов».
В 1987 году — защитил докторскую диссертацию, тема: «Исследование барионов, содержащих странные и очарованные кварки, в процессах фрагментации нейтронов».
С 1990 по 1997 годы — начальник сектора, заместитель директора ЛСВЭ ОИЯИ.
В 2000 году — присвоено учёное звание профессора, специальность «Приборы и методы экспериментальной физики».
С 1997 по 2007 годы — директор ЛФЧ ОИЯИ.
С 1971 по 1990 годы — руководитель группы физиков ТГУ в сотрудничествах БИС, БИС-2 и ЧАРМ в ОИЯИ.
С 1990 по 2006 годы — руководитель экспериментов ЭКСЧАРМ и ЭКСЧАРМ-2 на ускорителе У-70 в ИФВЭ, Серпухов.
С 1991 года — руководитель группы физиков ОИЯИ в эксперименте NA48, по исследованию каонов и гиперонов на ускорителе SPS в ЦЕРН.
Вице-директор Объединённого института ядерных исследований, с 2008 года — директор Лаборатории физики высоких энергий имени В. И. Векслера и А. М. Балдина института.
В 2019 году был избран член-корреспондентом РАН, в 2025 году — академиком РАН.

## Научная деятельность
Специалист в области экспериментальной физики частиц.
Основные результаты научной деятельности, которые были получены при его определяющем вкладе:
- экспериментально доказано существование в природе прямое нарушения СР-симметрии (эксперимент NA48 на SPS CERN);
- с наилучшей точностью измерены базовые параметры киральной теории в результате обнаружения и последующего исследования «касп эффекта» в К->3π распадах, а также наиболее точных измерений параметров редкого распада Ke4 (эксперимент NA48/2 на SPS CERN, инициированный, подготовленный и проведенный под его руководством);
- обнаружен ряд новых каналов распада каонов, наиболее точно измерен ряд их редких распадов и установлены новые пределы на CP-нарушение (NA48, NA48/1, NA48/2), что привело к новым ограничениям на отклонения от Стандартной Модели;
- получены новые данные о рождении странных и очарованных частиц и резонансов в n-A взаимодействиях, внесшие вклад в развитие КХД (эксперимент ЭКСЧАРМ на У-70, подготовленный и проведенный под его руководством).

Под его руководством подготовлен и реализуется мега-проект «Комплекс NICA», нацеленный на исследование процессов фазовых переходов ядерной материи в условиях экстремальных барионных плотностей и температур и изучение спина нуклонов.
Автор и соавтор более 300 научных публикаций.

## Награды
- Орден Дружбы (2024) — за большой вклад в развитие отечественной науки, многолетнюю плодотворную деятельность и в связи с 300-летием со дня основания Российской академии наук[3]
- Медаль ордена «За заслуги перед Отечеством» I степени (2018)
- Медаль ордена «За заслуги перед Отечеством» II степени (2006)
- Нагрудный знак «Почётный работник науки и техники Российской Федерации» (2013)
- Государственная премия Грузинской ССР в области науки и техники (1986)
- Почётная грамота губернатора Московской области (2001)
- Медаль «Ветеран атомной энергетики и промышленности» (2013)
- Почётный знак «За заслуги перед Дубной» (2017)
- Почётный доктор Тбилисского государственного университета (2018)
- Почётный доктор Пловдивского университета (2012)
- 12 премий ОИЯИ (1978—2017)